# آمیودارون
آمیودارون (به انگلیسی: Amiodarone) یکی از داروهای تخصصی قلب است که ریتمهای خطرناک قلبی را کنترل و مهار می‌کند. در اورژانس برای دیس ریتمی های بطنی و فوق بطنی تحدید کننده حیات مانند فیبریلاسیون بطنی (VF) و تاکیکاردی بطنی بدون نبض (VT بدون نبض) پس از شوک سوم استفاده می‌شود. همچنین آمیودارون، برای VT با نبض همودینامیک پایدار کاربرد دارد.
رده درمانی: ضد آریتمی قلبی(بطنی و فوق بطنی). آنتی تیروئید
طبقه درمانی: مشتق بنزوفوران
نام تجاری: پاسرون (Pacerone) / کوردارون (Cordarone)
اشکال دارویی: آمپول(۱۵۰ میلی‌گرم در ۳ میلی‌لیتر)، قرص(۲۰۰ میلی‌گرم)
راه مصرف: دهانی، انفوزیون، داخل تراشه، وریدی.

## موارد مصرف
آمیودارون در آریتمی قلبی مانند فیبریلاسیون بطنی (VF)، فیبریلاسیون دهلیزی و تاکیکاردی بطنی بدون نبض پس از دادن شوک سوم در الگوریتم احیاء پیشرفته قلبی (و همچنین تاکی کاردی بطنی با نبض و پایدار) کاربرد دارد. در بیماران مبتلا به WPW نیز ممکن است این دارو تجویز شود. آمیودارون در درمان پرکاری تیروئید هم به کار می‌رود.
سبب اتساع عروق محیطی می شود.این عمل در تجویز داخل وریدی برجسته بوده و ممکن است، در ارتباط با حلال دارو باشد.

## دوز دارو
بزرگسالان:
در VF و VT بدون نبض پس از شوک سوم دوز اول 300mg (دو آمپول) به صورت IV/IO در مدت زمان یک تا دو دقیقه به بیمار تزریق شود (بهتر است قبل از تزریق با ۲۰ سی‌سی سرم قندی رقیق شود) در صورت عدم پاسخ سه تا پنج دقیقه بعد 150mg (یک آمپول) به صورت IV/IO تزریق شود تا حداکثر دوز 2.2 گرم در 24 ساعت. (22gr/24h)
در سایر موارد مانند VT با نبض دوز اول 150mg (یک آمپول) در مدت زمان 10 دقیقه و به دنبال آن انفوزیون 1mg/min برای 6 ساعت و سپس انفوزیون 0.5mg/min برای 18 ساعت به عنوان دوز نگهدارنده تا حداکثر دوز 2.2gr/24h
کودکان:
در VF یا VT بدون نبض 5mg/kg حداکثر 2 بار به صورت IV/IO تزریق می‌گردد.

## موارد منع مصرف
- اختلال شدید عملکرد گره سینوسی - دهلیزی (SA)
- بلوک AV درجه دوم و سوم
- برادیکاردی همراه با همودینامیک ناپایدار

## موارد احتیاط مصرف
نارسایی قلبی، توجه به کاهش فشارخون ناشی از محلول نگهدارنده آمیودارون.

## اثرات جانبی حاد
افت فشارخون، دیس ریتمی شامل کمپلکس نابجای بطنی (PVC)

## مکانیسم اثر
آمیودارون جزو داروهای کلاس سه آنتی آریتمیک است و با طولانی کردن فاز سه پتانسیل عمل سلولهای قلبی عمل میکند . البته آثار داروهای ضد آریتمی کلاسهای Ia ، II و IV را نیز دارد. در درمان پرکاری تیروئید مانع تبدیل محیطی t4 به t3 میشود.
- افزایش مدت زمان پتانسیل عمل و دوره تحریک ناپذیری
- کاهش تخلیه الکتریکی گره سینوسی و افزایش فواصل  PR و QT
- اثر روی کانالهای سدیم، پتاسیم و کلسیم
- مهار تحریک سمپاتیک